# Żyrawka
Żyrawka – wieś na Ukrainie w rejonie lwowskim (wcześniej w rejonie pustomyckim) należącym do obwodu lwowskiego.

## Położenie
Na podstawie Słownika geograficznego Królestwa Polskiego i innych krajów słowiańskich: Żyrwaka to wieś w powiecie lwowskim, 12 km na południe od Lwowa, 6 km na południowy zachód od sądu pow. w Winnikach .
Pod koniec XIX wieku w miejscowej cerkwi drewnianej (obecnie cerkiew św. Michała Archanioła) znajdował się rzeźbiony i złocony ołtarz, pochodzący z katedry łacińskiej we Lwowie.